# East Spencer
East Spencer è un comune degli Stati Uniti d'America, situato in Carolina del Nord, nella contea di Rowan.